# Monorail de Jakarta
Le monorail de Jakarta était un projet de monorail à Jakarta, la capitale de l'Indonésie. Le lancement était prévu pour 2016. Le démarrage des travaux devait avoir lieu en octobre 2013.
Le gouverneur de Jakarta Basuki Tjahaja Purnama dit « Ahok » a officiellement confirmé l'abandon du projet en septembre 2015. Une partie des piles du projet de monorail seront utilisées par l'entreprise de construction d'Etat PT Adhi Karya pour la construction de la ligne 2 du métro léger du Grand Jakarta.

## Histoire
Selon le site de la compagnie PT Jakarta Rail (JM), maître d'ouvrage, le système devait comprendre deux lignes :
- Une ligne « verte », boucle de 14,2 kilomètres reliant différents quartiers d'affaires de la ville : Semanggi, Casablanca, Kuningan, Sudirman, Karet et Semanggi et comportant 16 stations;
- Une ligne « bleue » longue de 14,8 kilomètres desservant Kampung Melayu dans l'est, Casablanca, Karet, Tanah Abang, Roxy et Taman Anggrek dans l'ouest, et comportant 11 stations.

Il devait être capable de transporter 800 000 passagers par jour.
JM était un consortium constitué par l'Ortus Group, une société d'investissement basée à Singapour et détenue par la famille Soeryadjaya, propriétaire du groupe industriel indonésien Astra (90 %) et la société PT Indonesia Transit Central (ITC, 10 %), détenue en partie par l'entreprise de construction d'Etat PT Adhi Karya.
La construction des premiers pylônes avait commencé en 2004. Des problèmes financiers et des litiges juridiques avaient mené à l'arrêt du projet en mars 2008 par JM.
JM avait désigné le constructeur de matériel roulant chinois Changchun Railway Vehicle Co., Ltd. (CNR) pour la fourniture des rames.

## Autres projets
Un consortium formé par les entreprises d'Etat PT Adhi Karya, PT Jasa Marga (opérateur d'autoroutes à péage), PT Industri Kereta Api (matériel ferroviaire), PT Telkom Indonesia (télécommunications) et PT LEN Industry (composants électroniques) proposait de construire d'autres lignes de monorail reliant :
- La ville satellite de Bekasi à l'est de Jakarta au carrefour autoroutier de Cawang;
- Le quartier de Cibubur dans le sud de Jakarta à Cawang ;
- Cawang au quartier d'affaires de Kuningan[7].

Ces projets ont été transformés en métro léger.
Les autorités indonésiennes affirment que « le monorail [est une] partie de la solution aux embouteillages des grandes villes indonésiennes ».

### Surabaya
La deuxième ville d'Indonésie a un projet de transport en commun composé d'un monorail et d'un tramway, dont le coût est évalué à 10 000 milliards de rupiah (environ 800 millions d'euros),  soit 8 500 milliards pour le monorail et 1 500 milliards pour le tramway.

### Bandung
Le gouvernement de la province de Java occidental est en train[Quand ?] de discuter d'une possible coopération avec une entreprise d'État chinoise pour la création d'un monorail pour la région de Bandung, la capitale provinciale, qui desservirait également la ville de Sumedang.

### Bali
La compagnie des chemins de fer d'Etat chinoise China Railway Corporation s'est déclarée intéressée à investir dans la construction d'un monorail qui relierait tous les kabupaten (départements) de la province de Bali.
L'idée de construire un chemin de fer à Bali est apparue en 2009 à partir du constat que l'île ne possédait pas de système de transports publics intégré qui permette aux touristes de se rendre dans d'autres lieux que les stations balnéaires du sud comme Kuta et Sanur.
Le projet d'un monorail avait été abandonné à la suite d'une étude de la compagnie des chemins de fer d’État, PT KAI, qui en montrait le coût élevé (17 000 milliards de rupiah, soit 1,74 milliard de dollars) et les problèmes techniques. En particulier, le coût d'acquisition des terrains serait particulièrement élevé.

### Makassar
Makassar, capitale de la province de Sulawesi du Sud, a vocation à devenir le centre économique de l'est indonésien, considéré comme délaissé par rapport à l'ouest de l'archipel, constitué notamment de Java et Sumatra. En 2011, le maire de Makassar a signé un mémorandum d'entente avec la société PT Makassar Monorel Indonesia, une filiale du groupe Hadji Kalla appartenant à l'ancien vice-président Jusuf Kalla. La société prévoyait le démarrage de la construction d'un monorail à Makassar en 2012. Une ligne de 30 kilomètres relierait l'aéroport international de Makassar à Maros, une ville située non loin, Makassar et Gowa. Le projet n'avait toujours pas démarré en avril 2013.